# Jurij Lotman
Jurij Mikhajlovitj Lotman (russisk: Юрий Михайлович Лотман, estisk: Juri Lotman) (født 28. februar 1922 i Petrograd, død 28. oktober 1993 i Tartu) var en fremtrædende litteraturforsker, semiotiker og kulturhistoriker, som arbejdede ved universitetet i Tartu hele sit liv. Han var medlem af den estiske videnskabsakademi. Han var grundlægger af den Tartu-Moskovitiske semiotiske skole og anses for at være den første sovjetiske strukturalist på grund af hans tidlige essay om afgrænsningen af sproglige og filologiske struktur koncepter (1963) og værker om strukturel poesi. Omfanget af hans trykte værker overstiger 800 titler, og hans arkiv (som nu opbevares ved Tallinn Universitet og Tartu Universitetsbibliotek), som omfatter hans korrespondance med en række russiske intellektuelle, er enormt.

## Liv og karriere
Jurij Lotman blev født i en jødisk intellektuel familie. Hans fader er advokat Mikhail Lotman og hans moder den ved Sorbonne uddannede tandlæge Aleksandra Lotman. Hans storesøster Inna Obrastsova blev uddannet ved Leningrad konservatorium og blev en komponist og lektor i musikteori,  hans lillesøster Viktoria Lotman var en fremtrædende kardiolog og hans tredje søster Lidija Lotman var en lærd af russisk litteratur i anden halvdel af det 19. århundrede ansat på Institut for russisk litteratur i det russiske videnskabsakademi (Pusjkin-huset) (hun boede i Sankt Petersborg).
Lotman dimitterede fra gymnasiet i 1939 med udmærkelse og blev optaget på Leningrad Statslige Universitet uden at skulle bestå nogen eksamener. Der studerede han filologi, hvilket var et valg, han traf under indflydelse fra Lidija Lotmans venner (faktisk overværede han universitetsforelæsninger i filologi endnu mens han var i gymnasiet). Hans professorer på universitetet var berømte undervisere og akademikere Grigorij Gukovskij, Mark Asadovskij, Boris Tomasjevskij og Vladimir Propp. Han blev indkaldt i 1940 under 2. verdenskrig og tjente som en radiooperatør i artilleriet. Hjemsendt fra hæren i 1946 vendte han tilbage til sine studier på universitetet og modtog sit eksamensbevis med udmærkelse i 1950'erne. Hans første offentliggjorte forskning fokuserede på russisk litteratur og social tænkning i det 18. og 19. århundrede.
Da han ikke kunne få en akademisk position i Leningrad på grund antisemitisme (han kunne ikke ansøge om et dr.phil.-program), drog Lotman til Canada i 1950 og begyndte fra 1954 sit arbejde som lektor ved Institut for russiske Sprog- og Litteratur ved Tartu Universitet og blev senere leder af afdelingen. I Tartu oprettede han sin egen skole kendt som Tartu-Moskva Semiotiske Skole. Blandt de øvrige medlemmer af denne skole var navne som Boris Uspenskij, Vjatjeslav Vsevolodovitj Ivanov, Vladimir Toporov, Mikhail Gasparov, Aleksander Pjatigorsky, Isaak Iosofovitj Revsin, Georgij Lesskis, Igor Grigorjevitj Savostin og andre. Som et resultat af deres kollektive arbejde, etablerede de en teoretisk ramme omkring semiotisk kultur. Denne skole er almindeligt kendt for sit tidsskrift "Tegn System Studier" ("Sign Systems Studies", udgivet af University Press, tidligere på russisk som "Труды по знаковым системам"), der i øjeblikket er det ældste semiotiske tidsskrift i verden (startet i 1964). 
Lotman studerede kulturteori, russisk litteratur, historie, semiotik og semiologi (generelle teorier af tegn og tegnsystemer), semiotik vedrørende biograf, kunst, litteratur, robotteknologi etc. På disse områder har Lotman været en af de mest citerede forfattere. Hans større undersøgelse i russisk litteratur var dedikeret til Aleksandr Sergejevitj Pusjkin. 
Blandt hans mest indflydelsesrige værker i semiotik og strukturalisme er "Semiotik i biografer", "Analyse af poetisk tekst" og "Den kunstneriske teksts struktur". I 1984 opfandt Lotman udtrykket semiosphere .
Jurij Lotman hustru Sara Mints var også en kendt videnskabsmand af russisk litteratur og professor ved Tartu. De har tre sønner:
- Mikhail Lotman (født 1952) er professor i semiotik og litteraturteori ved Tallinn Universitet, er aktiv i politik og har været medlem af det estiske parlament for det konservative parti Res Publica.
- Grigorij Lotman (født 1953) er kunstner.
- Aleksej Lotman (født 1960) er biolog, fra 2006 også aktiv i politik og medlem af parlamentet for partiet De Grønne i årene 2007-2011.

## Forfatterskab

### På russisk
- "Лекции по структуральной поэтике" (1964)
- "Статьи по типологии культуры: Материалы к курсу теории литературы" Вып. 1 (1970)
- "Структура художественного текста" (1970)
- "Анализ поэтического текста. Структура стиха" (1972) (monograafia)
- "Статьи по типологии культуры: Материалы к курсу теории литературы" Вып. 2 (1973)
- "Семиотика кино и проблемы киноэстетики" (1973)
- "Роман А. С. Пушкина "Евгений Онегин": Комментарий" (1980)
- "Александр Сергеевич Пушкин: биография писателя" (1981)
- "Культура и взрыв" (1992)
- Лотман Ю. "Беседы о русской культуре. Быт и традиции русского дворянства (XVIII — начало XIX века)" (1993)
- "Диалог с экраном" (1994; koos J. Tsivjaniga)